# Eustema rapana
Eustema rapana är en fjärilsart som beskrevs av Jones 1908. Eustema rapana ingår i släktet Eustema och familjen tandspinnare. Inga underarter finns listade i Catalogue of Life.